# 北邵窪駅
北邵窪駅（ほくしょうわえき）は中華人民共和国北京市昌平区に位置する北京地下鉄昌平線の駅。

## 駅構造
開業当初からホームドア設置。

## 駅周辺

### バス路線

#### 北邵窪（北邵洼）
2025年現在、当駅経由の路線バスは以下のとおりである。
- 885系統（昌平何営～徳勝門西バスターミナル）
- 889系統（昌平何営～地下鉄北土城駅）
- 962系統（朝鳳庵村～解放村橋東）
- C111系統（昌平何営～昌平何営、時計回り）
- 昌11系統（地下鉄南邵駅～新建村）
- 昌11系統-北荘（地下鉄南邵駅～北荘村）
- 昌21系統（昌平北駅～香堂）
- 昌21系統-八家村（昌平北駅～香堂）
- 昌28系統（昌平北駅～良各荘）
- 昌31系統（昌平北駅～昌平北駅、反時計回り）
- 昌31系統（区間運行）（昌平北駅→九渡河）
- 昌32系統（昌平北駅～昌平北駅、時計回り）
- 昌32系統（区間運行）（九渡河→昌平北駅）
- 昌37系統（緑海家園～木廠）
- 昌51系統（昌平北駅～酸棗嶺村）
- 昌51系統（区間運行）（昌平北駅～百善鎮政府）
- 昌51系統-支線（昌平北駅～小湯山農業園）
- 昌59系統（昌平西関～官牛坊橋北）
- 昌63系統（昌平北駅～創元東路）
- 昌平文旅1系統（昌平北駅～昌平北駅、反時計回り）
- 郊80系統（昌平北駅～宝城公司長距離バスターミナル）

## 歴史
- 2015年9月21日 - 昌平西山口 - 南邵間はこの駅を含めて乗客なしの試運転を開始した[2]。
- 2015年12月26日 - 北京地下鉄昌平線が開業[3]。

## 隣の駅
北京地下鉄
■昌平線
南邵駅 - 北邵窪駅 - 昌平東関駅